# Controversia sobre la negociación marítima entre Bolivia y Chile
La controversia sobre la negociación marítima entre Bolivia y Chile fue un diferendo planteado por el Estado Plurinacional de Bolivia a la República de Chile sobre la negociación del otorgamiento de una salida soberana al océano Pacífico.
La Corte Internacional de Justicia anunció el fallo sobre la controversia marítima entre Bolivia y Chile el 1 de octubre de 2018. En la lectura del fallo, la Corte Internacional de Justicia desestimó, por 12 votos a favor y 3 en contra, los once argumentos presentados por Bolivia y dictaminó una sentencia «inapelable y obligatoria», indicando que la Corte «no puede concluir que Chile tenga obligación de negociar el pleno acceso soberano» al océano Pacífico para Bolivia.

## Controversia

### Argumentos de la postura boliviana

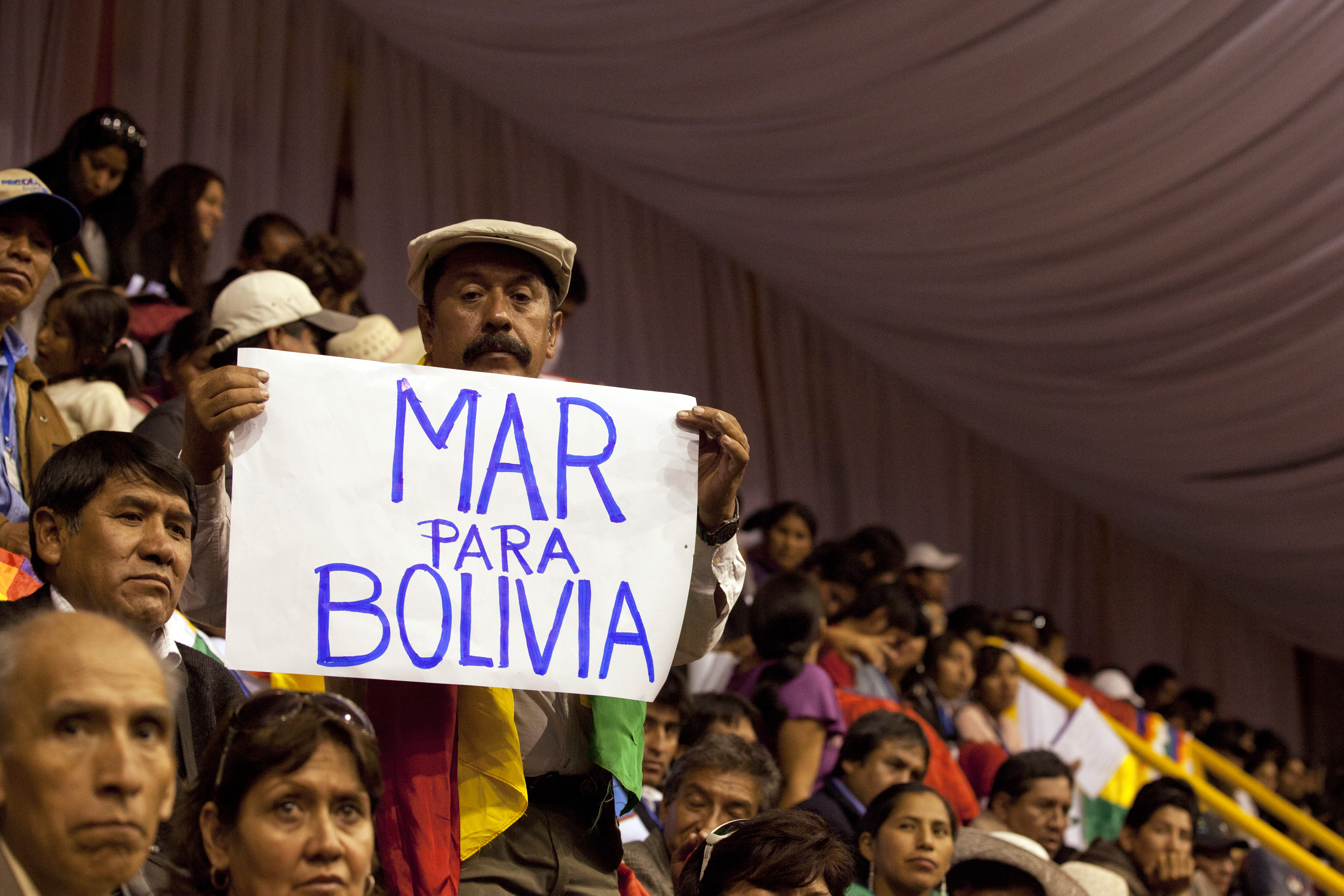
Ciudadano boliviano reclamando mar para su país durante la 42 Asamblea General de la OEA en Bolivia.

De acuerdo a la demanda boliviana, Chile se habría comprometido a negociar una salida soberana al mar para Bolivia a través de acuerdos, práctica diplomática y declaraciones de sus representantes; entre ellos: el Convenio de Transferencia de Territorio de 18 de mayo de 1895 y sus Protocolos Complementarios; el Acta Protocolizada de 10 de enero de 1920; el intercambio de notas de 1 y 20 de junio de 1950; el Memorándum Trucco de 10 de julio de 1961; la Declaración Conjunta de Charaña del 8 de febrero de 1975 y la nota chilena de 19 de diciembre de 1975. Instrumentos que evidenciarían que Chile se comprometió a encontrar una solución a la mediterraneidad de Bolivia.
El petitorio de la demanda boliviana solicitaba a la Corte Internacional de Justicia que declarase que:

Chile tenía la obligación de negociar con Bolivia un acuerdo que otorgase a Bolivia una salida soberana al océano Pacífico; Chile había incumplido dicha obligación;
 Chile debía cumplir dicha obligación de buena fe, pronta y formalmente, en un plazo razonable y de manera efectiva, a fin de otorgar a Bolivia una salida soberana al océano Pacífico.

#### Derechos expectaticios
En su demanda, Bolivia pretendía que la Corte Internacional de Justicia de La Haya reconociese que, fruto de ofrecimientos formales efectuados por presidentes y gobiernos de Chile —especialmente aquel hecho en 1975 por Augusto Pinochet, quien a cambio de un canje territorial ofreció a Bolivia un corredor de salida al mar con soberanía para solucionar la mediterraneidad—, dicho país había adquirido derechos expectaticios que le permitiesen negociar una salida soberana al océano Pacífico en territorios hoy pertenecientes al sector septentrional de Chile y, como contraparte, este último habría adquirido obligaciones de materializarlo en forma de responsabilidad extracontractual, de manera paralela a su papel en la pérdida del litoral marítimo boliviano como consecuencia de la guerra del Pacífico y la firma del tratado de Paz de 1904. Bolivia de este modo no buscaba un mecanismo de coacción jurídica para asegurar la continuidad y aceleración de las discontinuas negociaciones, sino que pretendía que finalmente Chile hiciese efectivo alguno de los ofrecimientos hechos anteriormente y alcanzar así el ansiado objetivo marítimo de Bolivia, en favor de su economía y desarrollo.
Según Bolivia, estos derechos expectaticios se relacionarían con la costumbre internacional, la cual espontáneamente genera derechos resultantes del comportamiento de los estados, y entre este comportamiento se encontrarían las promesas, ofrecimientos y declaraciones unilaterales de sus apoderados ejecutivos del más alto nivel —presidentes y cancilleres—, las que crearían obligaciones a los propios estados que representan. Esto último se denomina técnicamente «actos unilaterales de los Estados» (AUE), los que actúan como generadoras de normas de derecho internacional.
Entre los antecedentes que refería Bolivia al respecto, habría estado el caso que Australia y Nueva Zelanda iniciaron ante la Corte Internacional de Justicia contra Francia basándose en declaraciones unilaterales de representantes de esta última para no efectuar nuevos ensayos nucleares en el atolón de Mururoa. Otro asunto relacionado habría sería el caso sobre Groenlandia Oriental ante la CPJI en 1933.

### Argumentos de la postura chilena
La posición chilena fue:
- Que la frontera entre Chile y Bolivia se había fijado por medio del tratado de 1904.[12]

- Bolivia tenía acceso no soberano al mar mediante ese mismo tratado.[13]
- La Corte Internacional de Justicia (CIJ) no tenía competencia sobre la demanda propuesta por Bolivia puesto que el asunto se zanjó mediante el tratado de 1904, antes del Pacto de Bogotá (1948), pacto por el cual la Corte Internacional de Justicia comenzó a tener competencia en las demandas efectuadas por los países previamente suscritos al pacto.

Para Chile las distintas instancias de negociaciones solo podían desarrollar obligaciones si se lograba alcanzar la rúbrica y posterior aceptación de los tratados por los congresos nacionales de los estados firmantes, y no antes, pues es habitual que terminen en un punto muerto. Si esto no fuese así, cada propuesta de una de las partes efectuada en procesos de conversaciones y negociaciones representaría un hecho consumado, por lo que se lesionaría la capacidad de los países de negociar libremente los términos de cualquier tratado que busque ajustar y solucionar sus diferencias, pues es esencial la confianza entre las partes para poder presentar soluciones creativas a los problemas, proposiciones que conllevarán validez política, pero no jurídica. Alega que esto rompería el marco jurídico imperante entre las naciones, afectando la previsibilidad de las consecuencias jurídicas de cada acción, es decir, la seguridad jurídica resultante de la certeza del derecho.

## Caso ante la Corte Internacional de Justicia

### Demanda boliviana
El 13 de junio de 2013 el gobierno de Bolivia inició formalmente, ante la Corte Internacional de Justicia, la presentación de una demanda para solicitar a Chile la negociación de una salida soberana al mar. El 15 de abril de 2014, el Estado Plurinacional de Bolivia presentó su memoria.
Fueron designados como agentes ante la Corte, por el Estado Plurinacional de Bolivia el expresidente Eduardo Rodríguez Veltzé, nombrado por Evo Morales, mientras que por la República de Chile asumió el exembajador ante los Estados Unidos Felipe Bulnes, que había sido nombrado en 2013 por el entonces presidente Sebastián Piñera, y que fue ratificado por la presidenta Michelle Bachelet.
El 29 de abril de 2014, el expresidente de Bolivia Carlos Mesa fue designado por el presidente Evo Morales como vocero de la causa marítima, quien le asignó la tarea de explicar las motivaciones y pormenores de la demanda boliviana frente a organismos multilaterales y gobiernos de todos los países del mundo.

### Excepciones preliminares

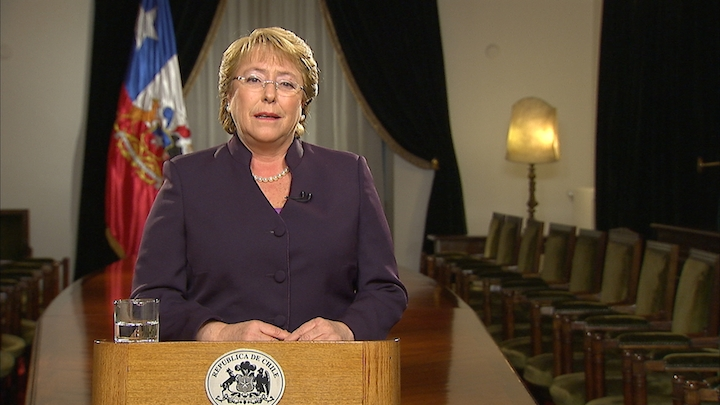
Michelle Bachelet comunicando la decisión de objetar la competencia de la Corte de La Haya respecto de la demanda interpuesta por Bolivia en julio de 2014.

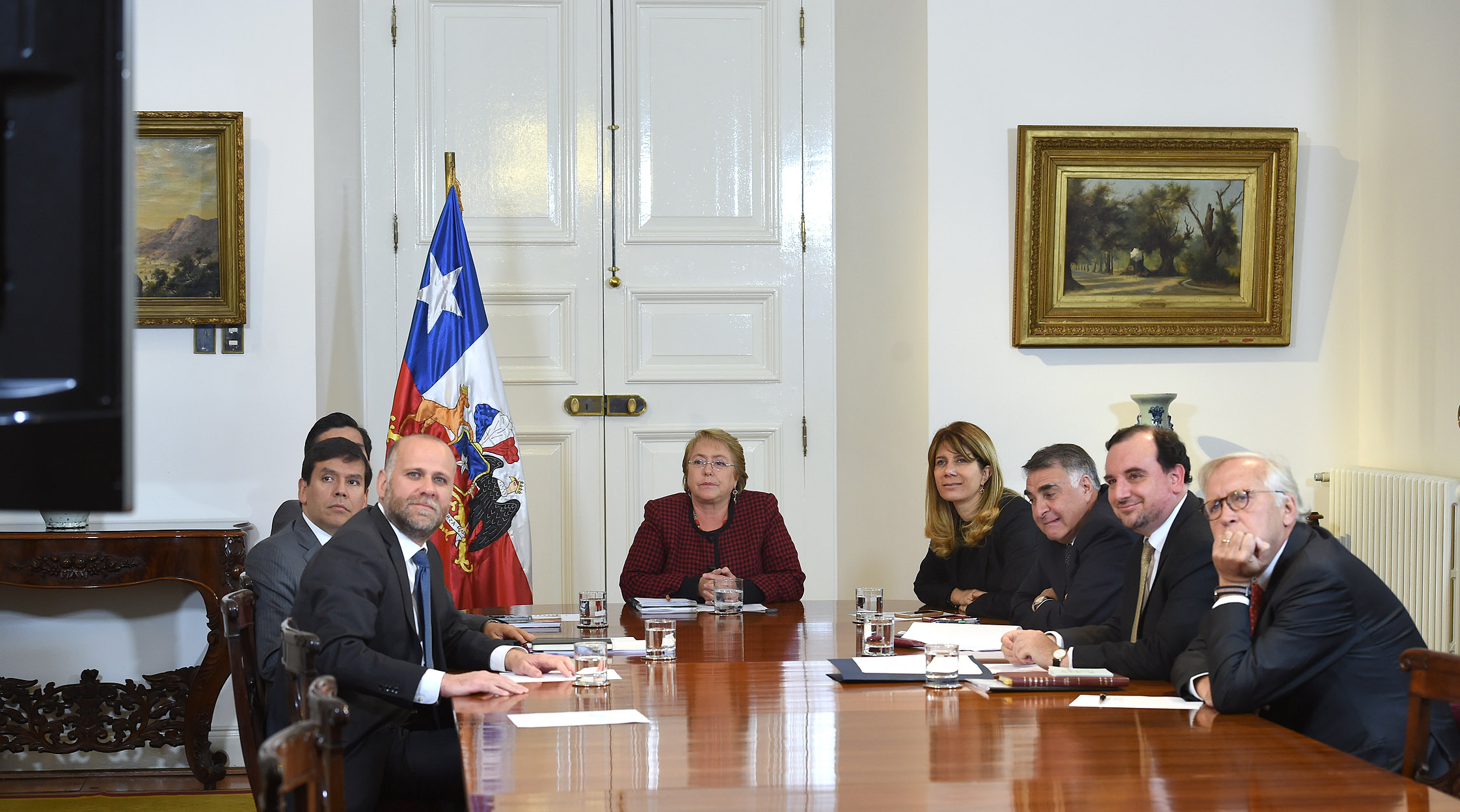
Michelle Bachelet y sus ministros observando la transmisión televisiva de los alegatos de Chile en mayo de 2015.

El 23 de mayo de 2014, el canciller chileno Heraldo Muñoz planteó la posibilidad de cuestionar la competencia de la Corte Internacional de Justicia de La Haya ante la demanda por acceso al mar planteada por Bolivia. Dicha decisión del Gobierno de Chile fue comunicada oficialmente el 7 de julio de dicho año por la presidenta Michelle Bachelet mediante red voluntaria de radio y televisión.
El 15 de julio de 2014, Chile presentó sus excepciones u objeciones preliminares, impugnando la competencia de la Corte Internacional de Justicia para conocer de la demanda boliviana. El 7 de noviembre de ese año, Bolivia presentó la respuesta a la excepción de Chile.
El 4 de mayo de 2015, Chile presentó su alegato a la Corte Internacional de Justicia en La Haya, en el cual el equipo jurídico de Chile argumentó que la Corte no tiene competencia para resolver la demanda boliviana porque:[cita requerida]
1. Las fronteras entre Chile y Bolivia fueron determinadas por el Tratado de Paz y Amistad de 1904;
2. El Artículo VI del Pacto de Bogotá excluye la competencia de la Corte en temas zanjados anteriores a su subscripción en 1948; y
3. Al aceptar la postura boliviana, la Corte no estaría aceptando la revisión de un acuerdo celebrado antes de 1948, por tanto sí sería competente, ya que la demanda boliviana hace referencia a los ofrecimientos oficiales y formales que anteriormente presidentes de Chile hicieron a Bolivia, especialmente aquel de 1975 con Augusto Pinochet como presidente de Chile.[25]

Bolivia presentó sus argumentos el 6 de mayo de 2015. Chile hizo su réplica el 7 de mayo, y el 8 de mayo se realizó la dúplica de Bolivia.
El 9 de septiembre de 2015, la Corte Internacional de Justicia informó que entregaría la decisión sobre las excepciones preliminares el 24 de septiembre del mismo año.

### Fallo sobre las excepciones preliminares
El 24 de septiembre de 2015, en un acto público realizado en el Gran Salón de la Justicia del Palacio de la Paz, el presidente de la Corte Internacional de Justicia de La Haya, Ronny Abraham, dio lectura al resumen del fallo sobre las objeciones preliminares presentadas por Chile, informando que estas fueron desestimadas, por 14 votos contra 2, declarándose competente para conocer de la demanda presentada por Bolivia.
Según la Corte, el Tratado de 1904 «no aborda la supuesta obligación de negociar el acceso soberano al Océano Pacífico, por ello, a entender de la Corte, los asuntos en litigio no han sido ni son asuntos ni resueltos por arreglos de las partes, ni por sentencia de un tribunal internacional, ni regidos por acuerdos o tratados en vigor [...] Los asuntos en litigio no son asuntos ya resueltos por arreglo entre las partes, ni por decisión de un tribunal internacional, ni regidos por acuerdos o tratados en vigor a la fecha de la formalización del Pacto de Bogotá».
Cabe también destacar que el Fallo de la Corte de La Haya señala:
- En el punto 33, dice que: «Aun suponiendo que el Tribunal constatara la existencia de tal obligación (a negociar), la Corte no podría predeterminar el resultado de cualquier negociación que se lleve a cabo como consecuencia de esa obligación».
- En el punto 34 el fallo señala: «la Corte concluye que el objeto de la controversia es si Chile tiene la obligación de negociar de buena fe el acceso soberano de Bolivia al Océano Pacífico».
- En el punto 50, la Corte llega a la conclusión de que el objeto de la controversia es si Chile tiene la obligación de negociar de buena fe con Bolivia un acceso soberano al Océano Pacífico, y, si tal obligación existe, Chile la ha infringido.
- En sus conclusiones finales la Corte, en el punto 54, concluye que la materia en disputa no son «asuntos ya resueltos por arreglo de las partes, o por laudo arbitral, o por decisión de un tribunal internacional» o «regidos por acuerdos o tratados en vigencia en la fecha de la conclusión del Pacto de Bogotá». En consecuencia, el Pacto de Bogotá no impide que la Corte tenga Jurisdicción en el caso, por lo que la Excepción Preliminar presentada por Chile debe ser desestimada.

Los jueces Gaja y Arbour, que tuvieron una opinión disidente del fallo, señalan que, en su parecer, las excepciones preliminares presentadas por Chile incluyen elementos que solo se deben apreciar viendo los méritos del caso. Por lo que a juicio de estos, estas excepciones preliminares se debieran fallar solo después de que la Corte vea el fondo de la disputa.

### Alegatos y fallo de la Corte

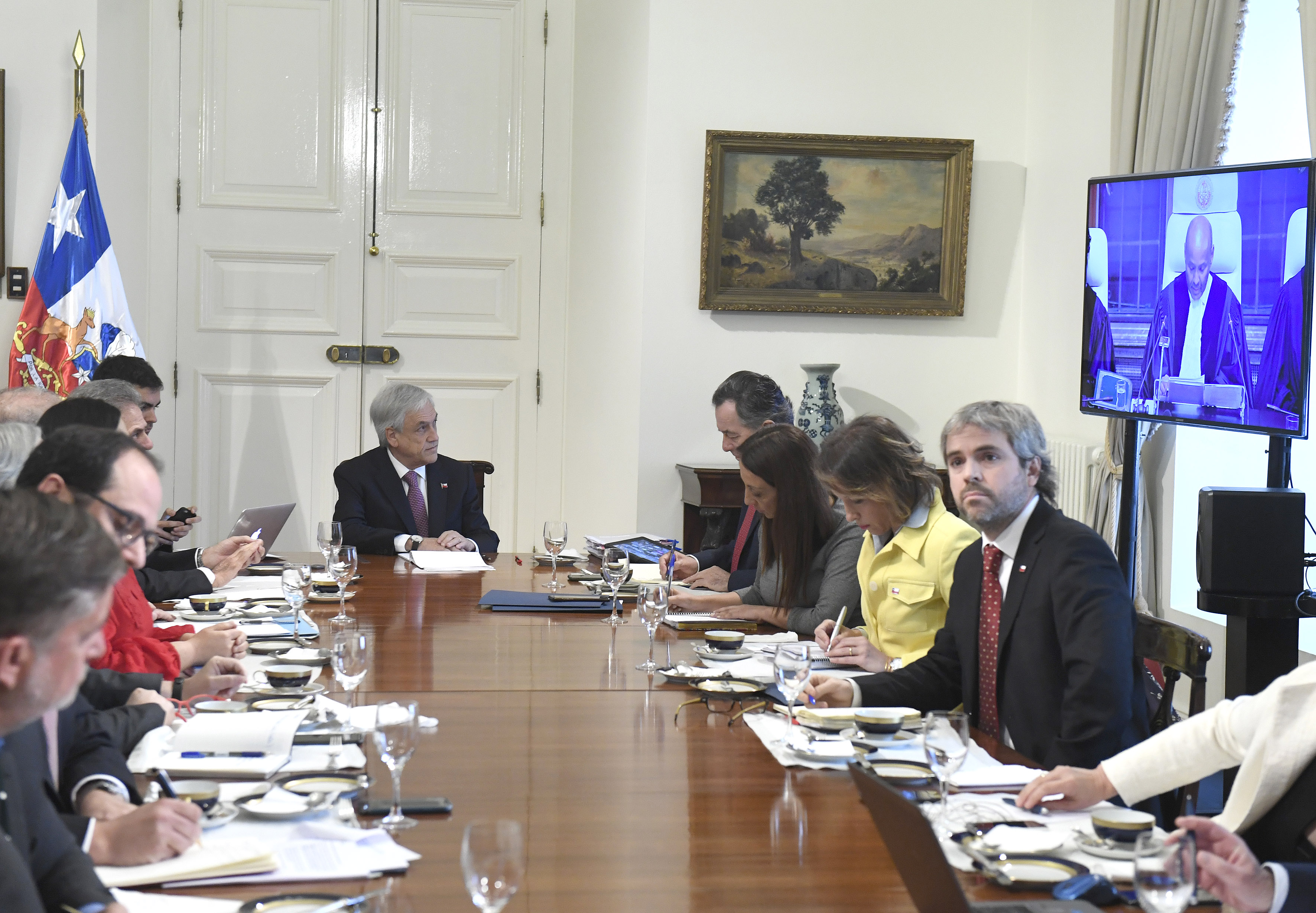
Sebastián Piñera, sus ministros y otras autoridades observando la transmisión televisiva del fallo de la Corte el 1 de octubre de 2018.

El 6 de julio de 2016 María Teresa Infante y Claudio Grossman fueron nombrados coagentes de Chile para el caso, y unos días más tarde, el 13 de julio, el Estado chileno presentó su contramemoria. El agente chileno José Miguel Insulza renunció al cargo en noviembre de 2016, asumiendo en ese rol Claudio Grossman.
Bolivia presentó su réplica el 21 de marzo de 2017, y el 15 de septiembre del mismo año, Chile presentó su dúplica. En marzo de 2018 se desarrollaron los alegatos orales de ambas partes ante la Corte; Bolivia abrió su presentación los días 19 y 20, mientras que Chile hizo lo propio los días 22 y 23. La segunda ronda de alegatos se realizó los días 26 (Bolivia) y 28 (Chile) de marzo de ese año. El 12 de septiembre de 2018, la Corte anunció que la lectura del fallo se realizaría el 1 de octubre.
La Corte Internacional de Justicia anunció el fallo sobre la controversia marítima entre Bolivia y Chile el 1 de octubre de 2018. En la lectura del fallo, la Corte Internacional de Justicia desestimó, por 12 votos a favor y 3 en contra, los once argumentos presentados por Bolivia y dictaminó una sentencia «inapelable, obligatoria e inmediata», indicando que la corte «no puede concluir que Chile tenga obligación de negociar el pleno acceso soberano» al océano Pacífico para Bolivia.

## Composición de la Corte
A continuación, la composición de la Corte Internacional de Justicia (CIJ) en el momento de dictar el fallo, y el voto de cada uno de sus miembros respecto de su resolución:
| Nombre                   | País de origen | Decisión  | Notas                             |
| ------------------------ | -------------- | --------- | --------------------------------- |
| Abdulqawi Ahmed Yusuf    | Somalia        | A favor   | Presidente de la CIJ              |
| Xue Hanqin               | China          | A favor   | Vicepresidenta de la CIJ          |
| Hisashi Owada            | Japón          | A favor   |                                   |
| Peter Tomka              | Eslovaquia     | A favor   |                                   |
| Ronny Abraham            | Francia        | A favor   |                                   |
| Mohamed Bennouna         | Marruecos      | A favor   |                                   |
| Antônio Cançado Trindade | Brasil         | A favor   |                                   |
| Joan Donoghue            | Estados Unidos | A favor   |                                   |
| Giorgio Gaja             | Italia         | A favor   |                                   |
| Julia Sebutinde          | Uganda         | A favor   |                                   |
| Dalveer Bhandari         | India          | A favor   |                                   |
| James Crawford           | Australia      | A favor   |                                   |
| Kirill Gevorgian         | Rusia          | A favor   |                                   |
| Patrick Lipton Robinson  | Jamaica        | En contra |                                   |
| Nawaf Salam              | Líbano         | En contra |                                   |
| Yves Daudet              | Francia        | En contra | Juez ad-hoc designado por Bolivia |
| Donald McRae             | Canadá         | A favor   | Juez ad-hoc designado por Chile   |

## Expectativas y reacciones posteriores

### Expectativas previas
En Bolivia, se generaron altas expectativas durante los cinco años que duró el diferendo. Un esperado resultado favorable para Bolivia fue publicitado ampliamente por el gobierno de Evo Morales, quien finalmente viajó a La Haya para presenciar el fallo del tribunal en persona. Por su parte, el mandatario chileno Sebastián Piñera se limitó a promover los tratados vigentes y el diálogo bilateral, y observó el fallo por transmisión televisiva en Chile desde La Moneda.
Entre otras actividades realizadas, en Bolivia destacó el "Banderazo por el mar", un intento fallido por conseguir el Récord Guinness al despliegue de la bandera más grande, utilizando la recientemente actualizada Bandera de Reivindicación Marítima.
Evo Morales también organizó en marzo de 2018 una recreación de la históricamente cuestionada Batalla de Canchas Blancas, que desde el año anterior venía siendo fomentada por su gobierno.
Adicionalmente se organizaron multitudinarias concentraciones de ciudadanos, prensa y artistas bolivianos en La Paz y otras ciudades bolivianas para celebrar un resultado favorable a Bolivia, así como de inmigrantes bolivianos en Europa reunidos en Países Bajos para recibir la noticia de su mandatario en La Haya.

### Reacciones al resultado
Ante el resultado favorable para Chile, Evo Morales admitió sentirse «ampliamente sorprendido». Desde la Casa Grande del Pueblo, en Bolivia, afirmó que el fallo de la corte tenía «grandes contradicciones» y que enviaría una carta de queja al tribunal. Adicionalmente enviaría también una carta de queja a las Naciones Unidas. Evo Morales afirmó que insistiría con el tema del mar pues el resultado estaba parcializado: 

¿Cómo la Corte puede parcializarse con algún grupo? Sabe muy bien de dónde viene esta injusticia: de una invasión del territorio boliviano.

A su vez, figuras políticas en Bolivia consideraron al fallo como una «derrota histórica» nacional. Entre ellos el exvicepresidente boliviano Víctor Hugo Cárdenas afirmó: 

La arrogancia, el rencor, el descontrol de la lengua y el odio a expertos en derecho internacional condujeron a Evo Morales, su Gobierno y su equipo a uno de los mayores fracasos internacionales.

Mientras tanto en Chile el fallo se vivió con normalidad. La población chilena no organizó eventos de carácter similar a los que se habían preparado en Bolivia. Sebastián Piñera valoró el respeto a los tratados vigentes y resaltó que, como indicó la Corte, Chile no había incumplido ninguna obligación. Finalmente criticó la forma en que Evo Morales impulsó la controversia:

El presidente Evo Morales ha creado falsas expectativas y también ha creado grandes frustraciones a su propio pueblo. Además, su actitud nos ha hecho perder cinco valiosos años en las necesarias relaciones que deben tener dos países vecinos.